# Dyckia crocea
Dyckia crocea är en gräsväxtart som beskrevs av Lyman Bradford Smith. Dyckia crocea ingår i släktet Dyckia och familjen Bromeliaceae. Inga underarter finns listade i Catalogue of Life.